# M. Moto dans les bas-fonds
Pour plus de détails, voir Fiche technique et Distribution.
M. Moto dans les bas-fonds (Mysterious Mr. Moto) est un film américain réalisé par Norman Foster, sorti en 1938. Il s'agit du cinquième film (sur 8) des aventures de Monsieur Moto.

## Synopsis
Après une audacieuse évasion de la colonie pénitentiaire française de l'île du Diable, M. Moto, se fait passer pour Ito Matsuka, un assassin japonais, est en compagnie de Paul Brissac, qui appartient à un groupe d'assassins. Ce dernier change son nom en Romero lorsqu'ils arrivent à Londres et Moto devient son domestique et va découvrir un complot visant à assassiner l'industriel pacifiste Anton Darvak.

## Fiche technique
- Titre original : Mysterious Mr. Moto
- Titre français : M. Moto dans les bas-fonds
- Réalisation : Norman Foster
- Scénario : Norman Foster et Philip MacDonald d'après le personnage de John P. Marquand
- Photographie : Virgil Miller
- Montage : Norman Colbert
- Société de production : 20th Century Fox
- Pays d'origine : États-Unis
- Format : Noir et blanc - 1,37:1 - Mono
- Genre : policier
- Date de sortie : 1938

## Distribution
- Peter Lorre : Monsieur Moto
- Mary Maguire : Ann Richman
- Henry Wilcoxon : Anton Darvak
- Erik Rhodes : David Scott-Frensham
- Harold Huber : Ernst Litmar
- Leon Ames : Paul Brissac
- Forrester Harvey : George Higgins
- Frederik Vogeding : Gottfried Brujo
- Lester Matthews : Sir Charles Murchison
- John Rogers : Sniffy
- Lotus Long : Lotus Liu
- Mitchell Lewis : Nola
- Kenneth Hunter : Superintendant Murray